# Paraphlepsius spinosus
Paraphlepsius spinosus är en insektsart som beskrevs av Crowder 1952. Paraphlepsius spinosus ingår i släktet Paraphlepsius och familjen dvärgstritar. Inga underarter finns listade i Catalogue of Life.